# Cobanus subfuscus
Cobanus subfuscus är en spindelart som beskrevs av Pickard-Cambridge F. 1900. Cobanus subfuscus ingår i släktet Cobanus och familjen hoppspindlar. Inga underarter finns listade i Catalogue of Life.